# Arakawa (sector special)

Sectorul Arakawa pe harta Tokyo

Arakawa (荒川区 Arakawa-ku?) este un sector special al zonei metropolitane Tōkyō în Japonia.